# A Descriptive Catalogue of the Grasses of the United States
A Descriptive Catalogue of the Grasses of the United States (abreviado Descr. Cat. Grass. U.S.) es un libro ilustrado con descripciones botánicas que fue escrito  por el botánico George Vasey. Fue publicado en el año 1885. 